# Le Bal des débutantes
Pour l’article homonyme, voir Bal des débutantes.
Le Bal des débutantes est un roman de Catherine Rihoit publié le 5 septembre 1978 aux éditions Gallimard et ayant reçu le prix des Deux Magots l'année suivante. Le roman a été réédité en format poche (Collection Folio) en 1985.

## Résumé
Une jeune professeure d'italien débarque dans une grande ville du Nord de la France, elle va faire des rencontres et se lancer dans la politique,...

## Distinctions
- Prix des Deux Magots en 1979[3].

## Éditions
- Le Bal des débutantes, éditions Gallimard, 1978  (ISBN 2070217957).
- Le Bal des débutantes, France Loisirs, 1979  (ISBN 2724205375).
- Le Bal des débutantes, Collection Folio (N°1383), 1985  (ISBN 2070373835).